# Direct Media Interface
Direct Media Interface (DMI) – magistrala opracowana przez firmę Intel, służąca do przesyłania danych pomiędzy mostkiem północnym a południowym chipsetu. Zadaniem DMI jest komunikacja z urządzeniami interfejsu SATA lub portami PCI.
DMI po raz pierwszy zaprezentowana została w 2004 roku w postaci chipsetu 915 oraz mostka południowego ICH6. Przepustowość DMI wynosiła wtedy 2,5 GT/s, co przy 4 liniach danych pozwalało na uzyskanie transferu do 10 Gb/s (1192 MB/s) w każdym z dwóch kierunków, czyli ponad 4 razy więcej niż przepustowość wcześniej stosowanej Hub link I/O, która osiągała transfery do 266 MB/s. Gdy komputery osobiste używały jeszcze Hub link I/O, chipsety serwerowe korzystały już z wariantu bazującego na dedykowanym PCIe x4 zwanym Enterprise Southbridge Interface (ESI). Jednak wszystkie chipsety produkowane w latach 2004–2008, począwszy od ICH6, korzystały już ze zmodyfikowanych wersji tego interfejsu występującego pod wspólną nazwą DMI (termin chipset odnosi się tu do pary układów scalonych – mostek północny + mostek południowy). Magistrala DMI jest zmodyfikowaną wersją PCIe x4 v1.1, jednak w niektórych mobilnych wersjach mostków północnych (915GMS oraz 945GMS/GSE/GU) użyto zmodyfikowanego PCIe x2, co skutkowało obniżeniem przepustowości o połowę. Intel opublikował wiele specyficznych podwariantów urządzeń współpracujących, tak więc samo określenie DMI nie gwarantuje pełnej kompatybilności pomiędzy ich różnymi kombinacjami.
W 2009 roku Intel zaimplementował interfejs DMI bezpośrednio w procesorach (rodzina Core i5). Pierwszą platformą reprezentującą nowe rozwiązanie był procesor i5-750 w połączeniu z chipsetem P55 (jedna z odmian mikroarchitektury Nehalem). Zrezygnowano wtedy całkowicie z mostka północnego likwidując wąskie gardło w postaci FSB i przenosząc kontrolery PCI Express i pamięci RAM DDR3 oraz interfejs DMI do procesora (podobnie jak w QPI). Przepustowość magistrali DMI procesora i5-750 oraz wyższych modeli i7-860 i i7-870 wynosi 10 Gb/s, czyli 1,16 GB/s.
W 2011 roku Intel wprowadził zmodyfikowaną wersję interfejsu – DMI 2.0 – który zwiększył dwukrotnie przepustowość magistrali osiągając 5 GT/s, czyli około 2 GB/s przy wykorzystaniu wszystkich 4 linii danych PCIe v2 i uwzględnieniu kodowania 8b/10b. Magistrala ta została użyta do połączenia procesora z wprowadzoną w 2008 roku Platform Controller Hub (PCH), która zastąpiła Intel Hub Architecture (IHA) opartą na chipsecie składającym się z mostka północnego i mostka południowego.
Magistralę DMI 3.0 wprowadzono w sierpniu 2015 r.i posiada ona przepustowość 8 GT/s na każdej z czterech linii danych, co pozwala w każdym z dwóch kierunków pomiędzy procesorem a PCH przesyłać dane z szybkością do około 3,93 GB/s. Wzrost wydajności uzyskano głównie dzięki zastosowaniu łącza PCIe v3 w miejsce PCIe v2. Łącze DMI 3.0 zostało wprowadzone po raz pierwszy w procesorach Intel Skylake, by powiązać je z chipsetami serii 100, jednak pojawiły się również procesory Skylake modele U i Y, które miały PCH zintegrowane w jednej strukturze krzemowej i korzystały z On Package DMI interconnect Interface (OPI). Pojawiły się dwie wersje tego interfejsu – GT2 i GT4, pozwalające na zaawansowane zarządzanie energią, z których każda używa 8 linii danych umożliwiających uzyskać przepustowość odpowiednio 2 GB/s i 4 GB/s.

## Implementacje DMI w chipsetach Intela (2004–2008)

### Mostki północne (northbridge)
- Intel 915 Grantsdale
- Intel 925 Alderwood
- Intel 945 Lakeport
- Intel 955 Glenwood
- Intel 965 Broadwater
- Platforma Bearlake: P31, P35, G31, G33, G35, Q33, Q35, X38, X48
- Platforma Eaglelake: P41, P43, P45, G41, G43, G45, X45

### Mostki południowe (southbridge)
- ICH6
- ICH7
- ICH8
- ICH9
- ICH10

## Implementacje DMI w platformach Intela (od 2009)

### Procesory
- Core i3-xxx
- Core i5-7xx[8]
- Core i7-6xx
- Core i7-7xx
- Core i7-8xx[8]
- Core i7 Extreme 920XM
- Xeon X34xx
- Xeon L34xx

### Platformy
- PCH (Intel® P55/PM55 Express Chipset, Intel 3400/3420 Chipset)[9]